# Sundsstrand
Sundsstrand är en tätort (före 2018 småort) söder om Byfjorden öster om E6 i Forshälla socken i Uddevalla kommun. 
Bebyggelsen avgränsades 2015 av SCB till en småort. I Sundsstrand finns en obemannad dygnet runt-butik.
Tätorten utgörs av blandbebyggelse, av vilken en betydande andel av bostäderna uppförts på 2010- och 2020-talen. Bland fastighetsutvecklare i området märks bland andra OBOS.

## Befolkningsutveckling
| Befolkningsutvecklingen i Sundsstrand 2015–2020 | Befolkningsutvecklingen i Sundsstrand 2015–2020 | Befolkningsutvecklingen i Sundsstrand 2015–2020 | Befolkningsutvecklingen i Sundsstrand 2015–2020 | Befolkningsutvecklingen i Sundsstrand 2015–2020 |
| ----------------------------------------------- | ----------------------------------------------- | ----------------------------------------------- | ----------------------------------------------- | ----------------------------------------------- |
|                                                 |                                                 |                                                 |                                                 |                                                 |
| År                                              |                                                 |                                                 | Folkmängd                                       | Areal (ha)                                      |
| 2015                                            | 2015                                            |                                                 | 146                                             | 15#                                             |
| 2020                                            | 2020                                            |                                                 | 450                                             | 40                                              |
| Anm.: # Som småort.                             |                                                 |                                                 |                                                 |                                                 |